# Bulletin épigraphique de la Gaule
Le Bulletin épigraphique de la Gaule, puis Bulletin épigraphique à partir du tome 4, est une revue savante bimestrielle, fondée et dirigée en 1881 par Florian Vallentin. Après la mort de ce dernier, en 1883, Ludovic Vallentin (le père de Florian) et Robert Mowat prennent la direction de la revue jusqu'en 1886. 
La revue L'Année épigraphique est fondée quelques années après la fin du Bulletin épigraphique, en 1888.